# コーヒーかす

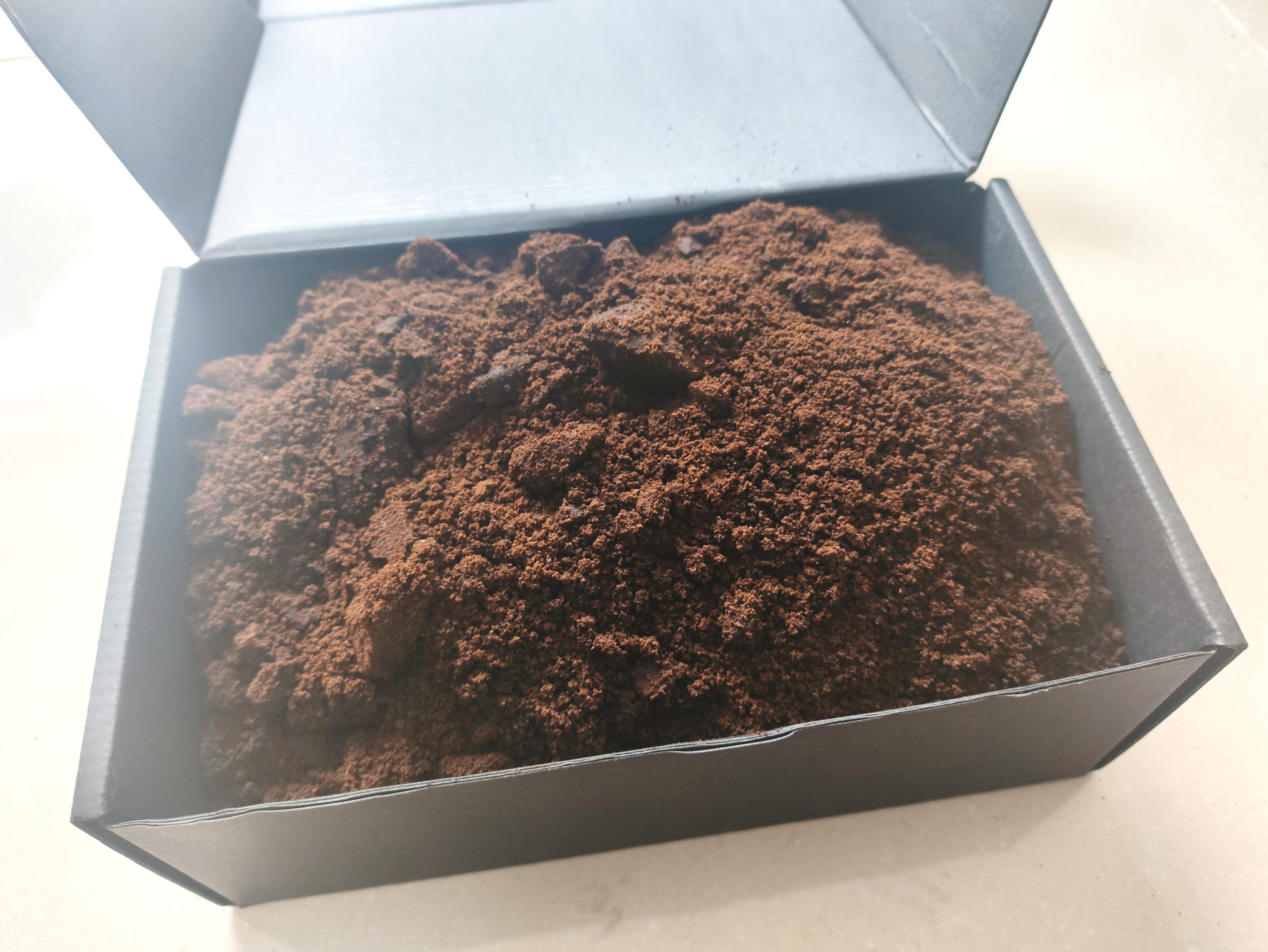

コーヒーかすとはコーヒー製品を作るまたはコーヒーを淹れるとき発生したかすのこと、ゴミだと見られるが、消臭剤や肥料などとして活用できるため、回収して再利用することがある。